# Social Distortion
I Social Distortion sono un gruppo punk rock formato nel 1978 a Orange County, California, e considerato tra più influenti gruppi della scena punk revival anni '80. Attualmente il gruppo è formato da: Mike Ness (voce e chitarra), Jonny Wickersham (chitarra), Brent Harding (basso), e David Hidalgo, Jr. (batteria). Il gruppo è stato fondato dal leader Mike Ness che è stato anche il principale problema della band: infatti i Distortion si sono sciolti nel 1985 dopo una sola pubblicazione, a causa del ricovero per riabilitazione del loro front-man; tuttavia hanno presto ricominciato la loro attività, che non si è fermata neanche dopo la morte del primo chitarrista Dennis Danell, stroncato nel 2000 da un aneurisma al cervello.

## Storia del gruppo

### Gli inizi
La formazione iniziale era costituita da Mike Ness alla voce e chitarra, Rikk Agnew e Frank Agnew alle chitarre e Casey Royer alla batteria. Poco tempo dopo, però, Ness conobbe Danell e insistette perché questi divenisse il bassista della band, nonostante non avesse mai suonato prima. Quando Danell entrò nel gruppo, però, gli altri tre componenti lasciarono per formare una band propria (gli Adolescents); da quel momento Danell e Ness rimasero gli unici due componenti fissi, mentre i restanti due ruoli avrebbero continuato a cambiare molto spesso e in continuazione. La prima musica del gruppo era ispirata al primo punk più grezzo, come Ramones e Sex Pistols. Il primo singolo della band fu il doppio Mainliner/Playpen, pubblicato nel 1981 sotto la Posh Boy, etichetta indie specializzata in musica punk.
Nel 1982 la band era formata da: Ness e Danell alle chitarre, Derek O'Brien alla batteria, e Brent Liles al basso. Nello stesso anno il gruppo partì per il primo tour nazionale, in compagnia di altre punk band come gli Youth Brigade.

### Primo album e lo scioglimento
Di ritorno dal tour, la band incise finalmente il proprio esordio, intitolato Mommy's Little Monster. Il disco fu pubblicato verso gli inizi del 1983 per la 13th Floor rcds., etichetta propria dei Social Distortion. Il disco, secondo molti, fu quello che diede per la prima volta popolarità ai Distortion nel panorama punk mondiale. I pezzi più famosi divennero la title track e Another State of Mind.
Subito dopo la pubblicazione del disco, la band si diresse inesorabilmente verso lo scioglimento. Ness iniziò ad avere i primi problemi grossi con l'eroina, il bassista Liles e il batterista O'Brien lasciarono la band nel bel mezzo di uno show durante la vigilia di capodanno, e furono sostituiti da Christopher Reece alle pelli e John Maurer al quattrocorde. In quel periodo il successo acquisito dalla band era inversamente proporzionale alla serenità dei componenti stessi e alla felicità del gruppo: mentre Another State of Mind iniziò ad essere passato da MTV, tra l'84 el'85 i problemi di Ness crebbero e culminarono nello scioglimento del complesso nel 1985. Durante questo periodo che, fortunatamente, fu solo di transizione, Ness entrò e uscì da un centro di riabilitazione ad un altro, passando anche brevi periodi in galera.

### Il ritorno

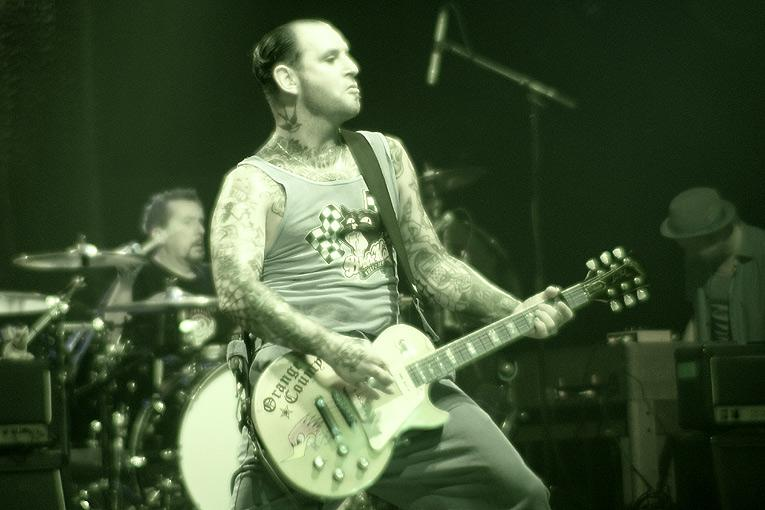
Mike Ness durante un concerto.

Nel 1986 il gruppo si riformò, dopo che Ness ebbe risolto la maggior parte dei suoi problemi. Due anni dopo fu pubblicato il secondo album, Prison Bound., cinque anni dopo il precedente, quando già molti erano convinti che i Distortion fossero stati solo una meteora di passaggio. Nessun pezzo del disco divenne famoso a livello internazionale, solo la title track venne passata attraverso le radio locali, specialmente da un'emittente di Los Angeles. Un cambiamento di suono si può facilmente notare tra i due dischi: mentre l'esordio si rifaceva a un punk rock classico, a volte contaminato dall'hardcore, Prison Bound mescolava sonorità country e western, e tale genere venne chiamato ufficiosamente "Cowpunk"; il gruppo, infatti, non negò la propria ammirazione verso Johnny Cash e i Rolling Stones, artisti che avevano, specialmente per Ness, rappresentato dei veri e propri idoli, e che spesso contaminavano la propria musica con influenze country.
Da Prison Bound in poi, inoltre, il gruppo non smise mai di lasciar trascorrere un lungo tempo tra un disco e l'altro; ciò divenne quasi un'abitudine, anche se talvolta (come nel caso del secondo album) i ritardi erano dovuti a fatti non direttamente desiderati e negativi.

### Gli anni d'oro
Dopo la pubblicazione di Prison Bound, la band firmò un contratto con la Epic Records e tornò all'opera nell'estate 1989, il nuovo album, pubblicato nel 1990, fu intitolato semplicemente Social Distortion e prodotto da Dave Jerden. Fu il disco più venduto realizzato dal gruppo fino a quel momento, con ben due singoli di punta, Ball and Chain e Story of My Life, nonché Ring of Fire, cover del brano portato al successo da Johnny Cash. L'album vendette ben più dei precedenti e fu spesso citato come il miglior album rock del 1990.
Nel 1992 uscì il quarto disco, Somewhere Between Heaven and Hell, che surclassò tutti i precedenti come successo e segnò la raggiunta maturità artistica del complesso. Esso comprendeva due singoli, When She Begins e Bad Luck, quest'ultimo il pezzo di maggior successo mai pubblicato dalla band fino a quel momento.
Nel 1994 il batterista Christopher Reece lasciò la band e fu sostituito da Randy Carr. Carr prese parte ad alcuni tour e concerti con i Distortion, ma lasciò presto, senza aver pubblicato con il gruppo nessun disco, nel 1995. Nel frattempo si verificò il secondo scioglimento della band, temporaneo, e che terminò col ritorno in scena dei componenti; durante il periodo di pausa fu pubblicata la prima raccolta ufficiale: Mainliner: Wreckage from the Past, fondamentalmente costituita da b-sides di Mommy's Little Monster, da alcune nuove versioni di vecchi brani distribuiti precedentemente sotto le due etichette indipendenti della band (13th Floor records e Posh Boy), e una reinterpretazione dei Rolling Stones.
Nel giugno 1994, il gruppo annunciò un ritorno entro breve in studio di registrazione per realizzare un nuovo disco. Dopo un lasso di tempo relativamente lungo, la band entrò effettivamente in studio e dopo un altro lasso di tempo fu finalmente pubblicato l'attesissimo quinto album: White Light, White Heat, White Trash, per il quale si dovette aspettare fino al 1996. Il titolo era una parodia del famoso disco dei Velvet Underground, White Light/White Heat. L'album presentava un sound più duro e grezzo dei precedenti e soprattutto meno influenze country e rockabilly; il singolo di punta dell'album fu I Was Wrong, ma furono passate dalle radio anche When The Angels Sing, dedicato da Ness alla propria nonna, e Don't Drag Me Down. Dopo la registrazione dell'album e prima della sua pubblicazione, la band perdette l'ultimo batterista che fu rimpiazzato da Chuck Biscuits, ex dei Danzig.

### La morte di Dennis Danell
White Light, White Heat, White Trash sarebbe stato l'ultimo album con Dennis Danell. Nel 1997 i Distortion abbandonarono la Epic e passarono alla Time Bomb records. Poco tempo dopo fu registrato dal vivo un loro grande concerto, ed esso venne successivamente pubblicato, con il titolo di Live at the Roxy, nel 1998. Fu il loro unico, fino ad oggi, album live. Successivamente il gruppo ebbe il terzo, serio, scioglimento, causa il desiderio di Ness di intraprendere, almeno per un breve tempo, la carriera solista. Nel 1999 egli pubblicò ben due dischi: Cheating at Solitaire e Under the Influences.
Poco tempo ancora e il più tragico evento mai capitato alla band fino ad allora sarebbe accaduto, per chiudere un'era nella storia della band e aprirne un'altra: il 29 febbraio 2000 Dennis Danell morì nella sua casa a Newport Beach, colpito senza preavviso da un aneurisma cerebrale. Ness rimase l'unico componente originario della band e, dopo un periodo di crisi in cui si mormora che la band si sia sciolta una quarta volta, Danell venne rimpiazzato da Jonny Wickersham; dopo la morte di Dennis anche Biscuits lasciò e fu sostituito da Charlie Quintana. Da quel momento in poi la band si dedicò ad eseguire concerti e brevi tour in giro per la California, andando avanti per oltre tre anni.

### Tempi recenti

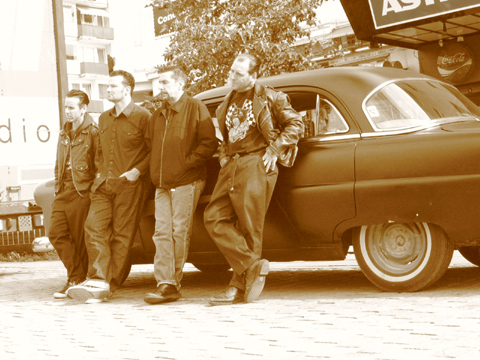
Una fotografia della band nel 2005.

Nel 2004, ovviamente dopo una lunga attesa, fu pubblicato il seguito di White Light, White Heat, White Trash: Sex, Love and Rock'N'Roll viene pubblicato il 28 settembre. È il primo album a vedere Jonny Wickersham alla chitarra e Charlie Quintana alla batteria, e ovviamente, è il primo senza il prematuramente scomparso Danell. Per la seconda volta, un componente della band abbandonerà a metà strada tra la registrazione di un album e la sua pubblicazione: stavolta fu il turno del bassista John Maurer, il quale militava nella band ormai da vent'anni ed è tuttora il componente più duraturo dopo Ness e Danell. Egli fu costretto a lasciare a causa di problemi in famiglia, e Ness, che lo conosceva ormai da molto tempo, ne rimase assai turbato tanto che per un considerevole lasso di tempo non fu assunto un nuovo bassista: in compenso Matt Freeman, il bassista dei Rancid, prese parte al tour 2004 - 2005 della band come componente aggiuntivo. Terminato il tour e tornato Freeman a occuparsi della band madre, fu finalmente trovato il successore di Maurer in Brent Harding.
Per tutto il 2005 e il 2006 la band continuerà un tour dopo l'altro, aprendo anche una serie di concerti in nord America nella primavera 2007, assieme anche a numerose altre band. Nel febbraio 2006, nel pieno di uno di questi tour, Ness s'infortunò ad un braccio e per un periodo dovette chiedere all'amico Ron Emory di suonare la chitarra per lui durante i concerti, mentre Ness poté solo cantare, tenendo il microfono col braccio sano. Il brano Story Of My Life è stato inserito nel videogioco Guitar Hero III: Legends of Rock. Il 18 gennaio 2007, in seguito ad un tragico incidente in bicicletta, perse la vita un ex bassista della band, Brent Liles. Cinque mesi dopo la band pubblicava il suo primo greatest hits, nel giugno 2007. Esso conteneva specialmente brani tratti da Mommy's Little Monster e da Sex Love And Rock & Roll. Oltre a questo, alcune nuove versioni di vecchi brani e un inedito di successo: Far Behind.
Subito dopo il greatest hits, s'iniziò a parlare del prossimo album studio della band. In un'intervista Ness dichiarò che sarebbe probabilmente uscito in qualche mese del 2009. Alcune nuove canzoni che con tutta probabilità vi saranno incluse sono state suonate in alcuni recenti live: I Won't Run No More, A Diamond in the Rough, Road Zombie, Private Hell e Bakersfield sono alcuni titoli. IL disco sarà inoltre il primo da Mommy's Little Monster, a non avere come bassista John Maurer bensì Brent Harding.
Nell'aprile 2009, nel loro sito ufficiale, il gruppo annuncia l'addio del batterista Charlie Quintana. Nel comunicato il batterista dice di voler esplorare altre frontiere musicali, fiero comunque di aver suonato in una band come i Social D. A sostituirlo arriva l'ex Rocket from the Crypt, The Offspring ed Angels & Airwaves, Atom Willard.

### Hard Times and Nursery Rhymes(2009-presente)

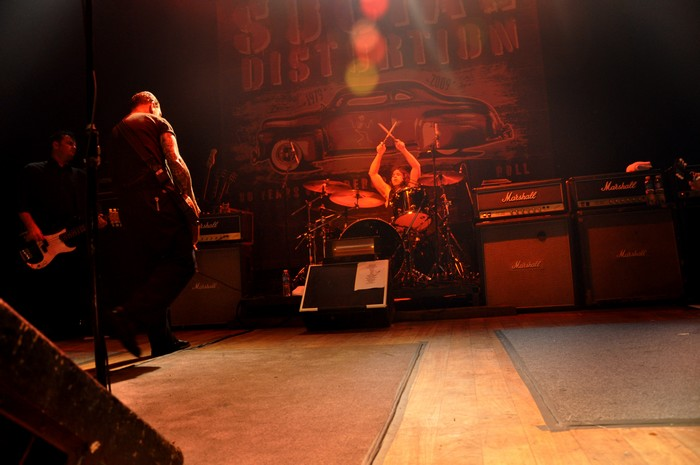
I Social Distortion live a Buenos Aires il 9 aprile 2010.

Mike Ness nell'aprile 2008, ha dichiarato al magazine Spinner che i Social Distortion stavano programmando l'uscita di un album acustico per il 2009, aggiungendo:
(Mike Ness)
 Ness ha anche parlato dei suoi programmi per un album solista, ma non ha detto se esso sarà pubblicato prima o dopo il seguito di Sex, Love and Rock 'n' Roll o dell'album acustico.
Nel luglio 2009 Ness ha rivelato alla TV russa Tarakany! Bad TV che la band stava programmando di entrare in studio nel dicembre 2009 o all'inizio del 2010 per registrare un nuovo album di studio. Nel settembre dello stesso anno ha confermato che l'album verrà registrato nel gennaio 2010 allo Studio 606, di proprietà dei Foo Fighters. Interrogato sulla data di pubblicazione dell'album, Ness ha dichiarato che probabilmente esso sarà disponibile dalla primavera/estate del 2010.
Nell'ottobre 2009 il chitarrista Jonny "2 Bags" Wickersham in un'intervista al Boston Examiner ha rivelato che gli SD entreranno in studio di registrazione probabilmente il 1º febbraio, e che l'album entrerà in commercio dalla tarda primavera. Riguardo alla direzione musicale che il gruppo ha intenzione di seguire nel nuovo album, Wickersham ha dichiarato che il disco sarà molto rock & roll e che includerà tracce country come in Somewhere Between Heaven and Hell. Wickersham ha concluso dicendo:
(Johnny Wickersham)
Il 9 dicembre 2009 i Social Distortion hanno annunciato sul loro sito ufficiale che avrebbero intrapreso un tour in Sudamerica nell'aprile 2010. Ness ha commentato:
(Mike Ness)
Il 7 febbraio 2010 la band ha annunciato sul proprio account Twitter che le registrazioni del nuovo album sarebbero iniziare il giorno successivo, l'8 febbraio.
In quello stesso mese Ness, intervistato da Spinner, ha rivelato che il gruppo aveva già composto dodici canzoni, e che ne avrebbe registrate probabilmente altre cinque a breve. Inoltre ha svelato alcuni tratti del futuro album, dicendo:
Ness ha anche chiarito il destino dell'album acustico annunciato nel 2008, spiegando che si tratta di un disco separato da quello che il gruppo sta attualmente registrando. L'8 marzo 2010, nel loro sito ufficiale, i Social Distortion annunciano l'abbandono del gruppo da parte del batterista, Atom Willard. Le motivazioni sarebbero i molteplici impegni presi con l'altra band in cui milita, gli Angels & Airwaves, compresi il tour e l'uscita del lungometraggio da loro prodotto, Love. Scott Reeder, batterista dei Fu Manchu, lo sostituità temporaneamente per il tour in Sudamerica. Alla batteria poi subentrerà David Hidalgo, Jr. che parteciperà alle registrazioni del nuovo album.
Il 1º aprile 2010 i Social Distortion hanno annunciato sul sito ufficiale che avrebbero temporaneamente fermato la registrazione dell'album per le prove del tour in Sudamerica. Durante l'estate del 2010 il gruppo sarà in tour nella East Coast, per poi partecipare come headliner al Lollapalooza 2010. L'11 maggio 2010 la band ha annunciato di aver firmato un contratto con la Epitaph Records per la pubblicazione del nuovo album.
Il 20 maggio il gruppo ha aggiornato il proprio stato su Twitter annunciando che «l'album è tracciato...stiamo finendo di scriverlo e poi saremo pronti per tornare in studio a registrare le parti vocali».
In uno show a Poughkeepsie, New York il 27 luglio 2010, Mike Ness ha rivelato che il nuovo album Social Distortion si sarebbe chiamato Hard Times and Nursery Rhymes e promesso una data di uscita di novembre. In seguito, in un comunicato ufficiale, la data di pubblicazione è stata definitivamente spostata al 18 gennaio 2011.

## Influenza ed eredità
La musica dei SD ha influenzato molte punk band successive e attuali. Tra i maggiori si possono citare gli Alkaline Trio, i Domestic Violence, i Dropkick Murphys, i Goldfinger, i Good Charlotte, gli MxPx, i Pearl Jam, i Rise Against, i The Suicide Machines, e i Sum 41, oltre a band californiane di notevole importanza, come Blink-182, Big Drill Car, Bullets and Octane, Chemical People, Face to Face, Jawbreaker, No Use for a Name, The Offspring, Pennywise, e Rancid.
La band Face to Face ha reinterpretato la canzone Telling Them dei SD; nel 2005, i Reel Big Fish hanno reinterpretato Story of my Life nel loro album We're Not Happy 'Til You're Not Happy. Nella canzone Riot Girl dei Good Charlotte, vengono citati come gruppi punk preferiti proprio i Social Distortion assieme ai Minor Threat; infine, anche gli MxPx hanno reinterpretato una canzone dei Social Distortion, ovvero Sick Boy, mentre i Discipline hanno riadattato Prison Bound nell'album Old Pride,New Glory. Anche i Green Day hanno inserito nel b-side dell'album 21st Century Breakdown una reinterpretazione di "Another State Of Mind". Il leader dei Goldfinger John Feldmann ha dichiarato di aver avuto per la prima volta intenzione di fare musica dopo aver ascoltato Mommy's Little Monster. I due fondatori degli Offspring, Dexter Holland e Greg Kriesel, decisero di fondare il loro gruppo fuori da un concerto dei Social Distortion, dopo che gli era stato impedito di entrare. Invece i Bad Religion suonarono il loro primo concerto in assoluto come band gruppo di apertura per i Social Distortion.

## Formazione
- Mike Ness - voce e chitarra (1978 - presente)
- Jonny Wickersham - chitarra (2000 - presente)
- Brent Harding - basso (2004 - presente)
- David Hidalgo, Jr. - batteria (2010 - presente)

### Ex componenti
- Derek O'Brien - batteria (1982 - 1984)
- Christopher Reece - batteria (1984 - 1994)
- Chuck Biscuits - batteria (1996 - 2000)
- Brent Liles - basso (1982 - 1984)
- Dennis Danell - chitarra (1979 - 2000)
- John Maurer - basso (1984 - 2004)
- Charlie Quintana - batteria (2000 - 2009)
- Atom Willard - batteria (2009 - 2010)
- Scott Reeder - batteria (2010)

### Turnisti
- Matt Freeman - basso (2004 - 2005)
- Ron Emory - chitarra (2006)
- Scott Reeder - batteria (2010)

## Discografia

### Album in studio
- 1983 – Mommy's Little Monster
- 1988 – Prison Bound
- 1990 – Social Distortion
- 1992 – Somewhere Between Heaven and Hell
- 1996 – White Light, White Heat, White Trash
- 2004 – Sex, Love and Rock 'n' Roll
- 2011 – Hard Times and Nursery Rhymes

### Raccolte
- 1995 – Mainliner: Wreckage from the Past
- 1998 – Live at the Roxy
- 2007 – Greatest Hits

### DVD
- 2003 – Live in Orange County